# Litoralul românesc
Litoralul românesc reprezintă o parte din țărmul occidental al Mării Negre și se întinde de la granița cu Ucraina (Nord, în golful Musura) până la cea cu Bulgaria (Sud, la câteva sute de metri de localitatea Vama Veche). Este cea mai exploatată zonă turistică din România. De-a lungul malului mării se întind 2 municipii, 2 orașe mai mari și alte 2 orașe, mai mici, precum și numeroase stațiuni turistice de vară. Principala zonă de interes, unde se află cele două municipii și majoritatea stațiunilor și atracților turistice, este județul Constanța ; celălalt județ riveran este județul Tulcea, ambele părți din regiunea istorică Dobrogea. Principalul oraș, fiind socotit și capitala acestei regiuni, este Constanța (290.000 locuitori). Al doilea ca mărime este Mangalia (50.000 locuitori), urmat de orașul Năvodari (39.000 locuitori), ambele în județul Constanța. Alte orașe sunt: Sulina (3.300 loc.) (Tulcea), Eforie (10.000 loc.) și Techirghiol (7.000 loc.).

Insula Popina, văzută de pe țărmul Limanului Razim.

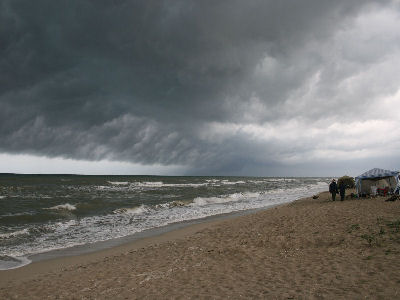
Plajă naturală netransformată pe litoralul românesc la Gura Portiței: un mediu din ce în ce mai rar.

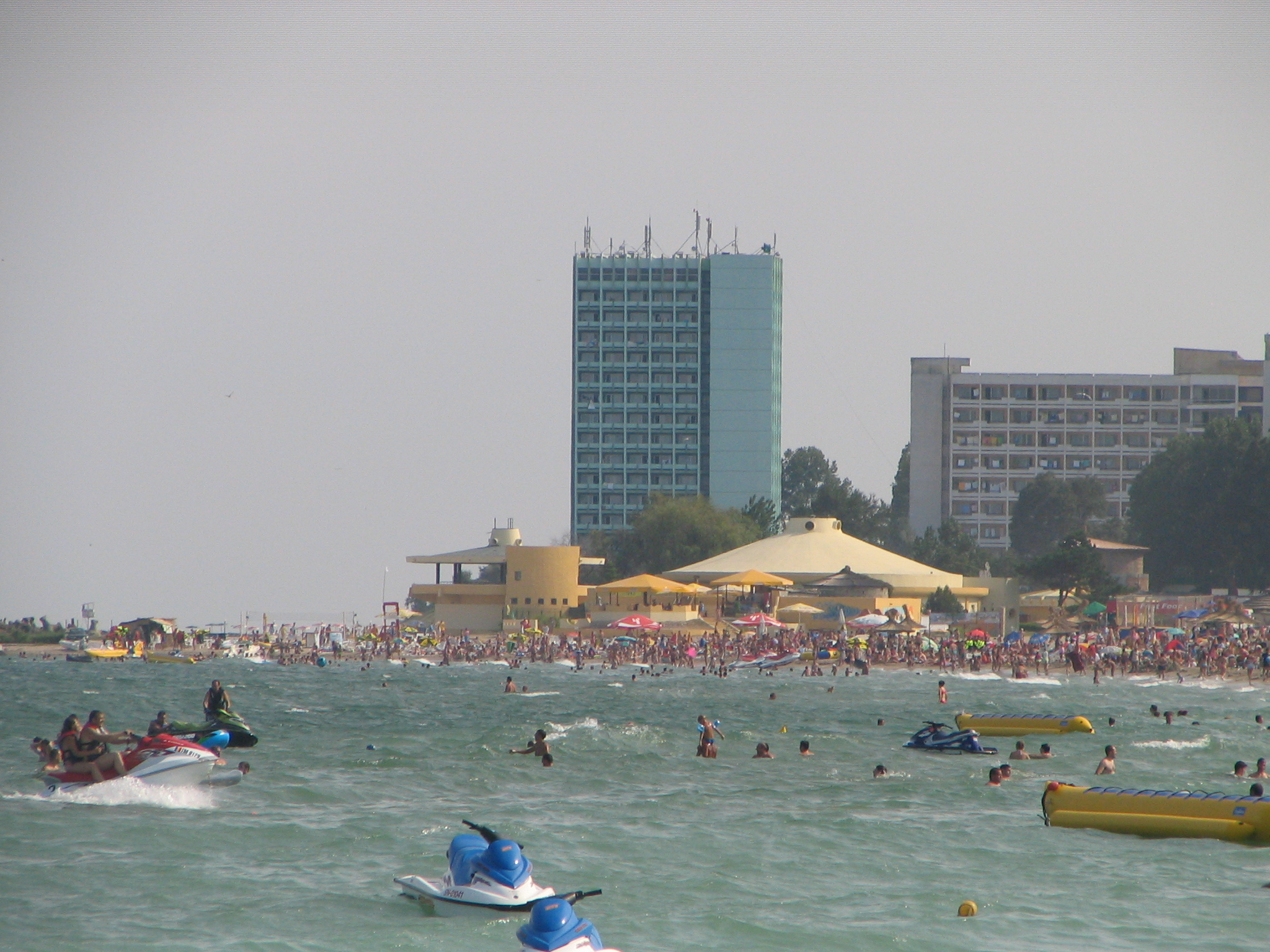
Peisaj artificial pe litoralul românesc în stațiunea „Neptun” de la Mangalia: un mediu pe cale de expansiune.

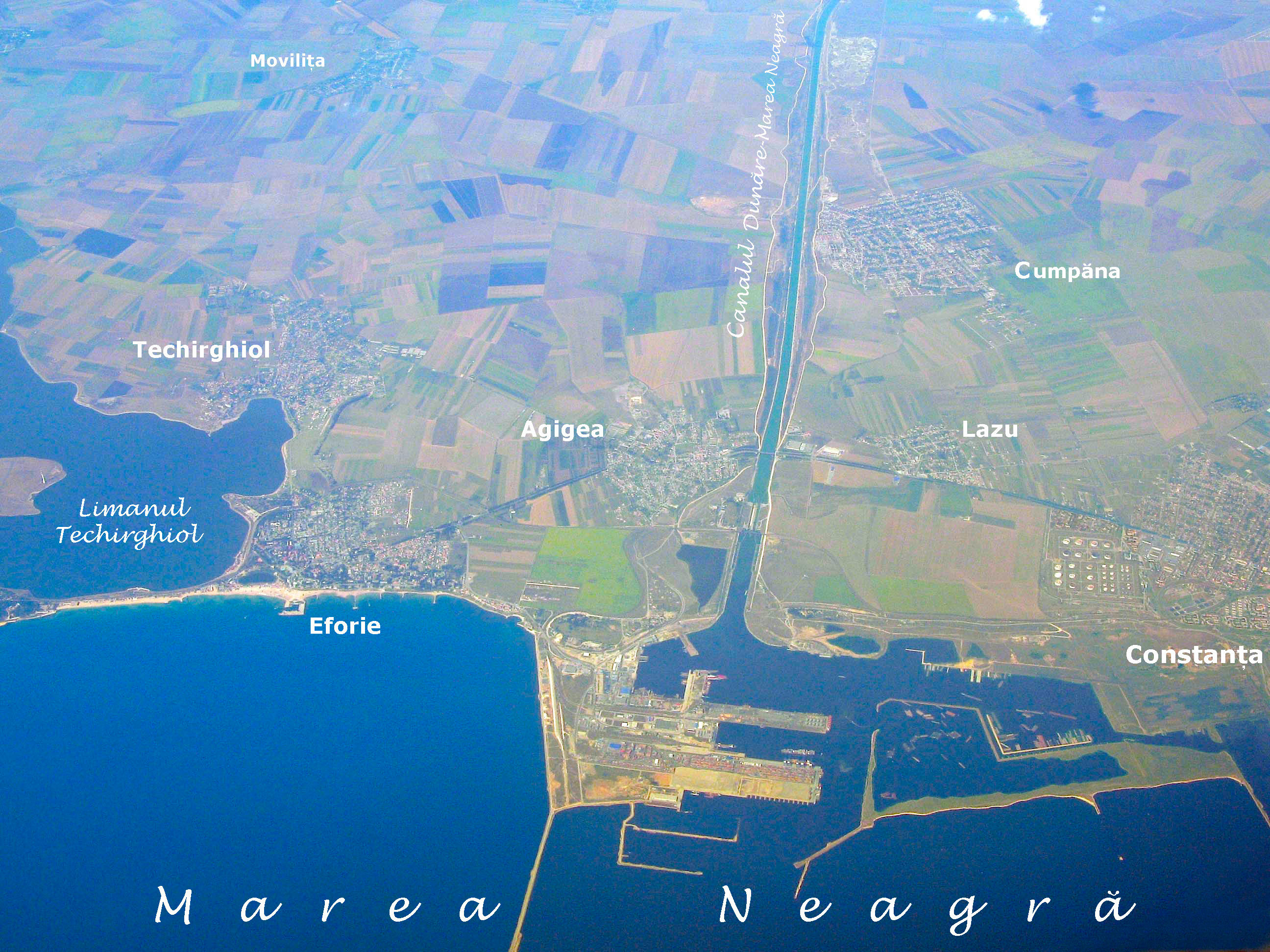
Litoralul românesc văzut din avion între Eforie și Constanța: un mediu în continuă transformare.

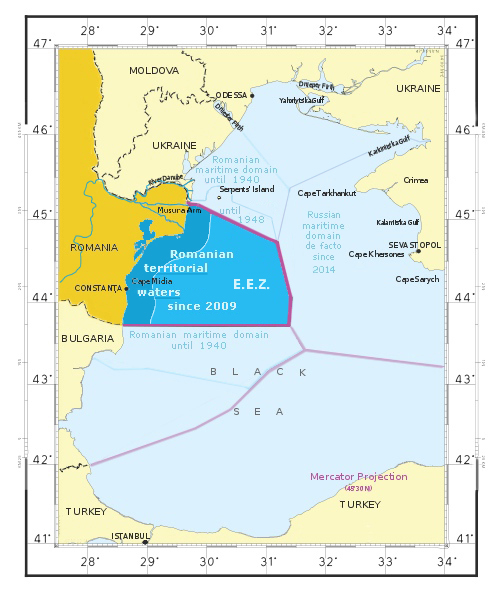
În albastru închis, apele teritoriale și zona economică exclusivă a României în Marea Neagră.

## Geografie
Litoralul reprezintă limita între teritoriul continental și teritoriul maritim al României, acesta din urmă delimitat definitiv (cu excepția unei fâșii de ape în dreptul golfului Musura) abia în 2009.
Partea terestră a litoralului românesc (țărmul) se întinde pe o lungime de 245 km. și se compune din trei sectoare geomorfologice:
- la nord, Delta Dunării;
- la mijloc, complexul Razim-Sinoe cu grindurile care îl despart de mare;
- la sud, coasta dobrogeană formată dintr-o alternanță de faleze, de plaje și de limanuri înșiruite între sudul grindului Chituc și frontiera bulgară.

Lungimea totală a țărmului Deltei și complexului Razim-Sinoe (ambele incluse în Rezervația de biosferă a UNESCO, patrimoniu mondial) este de 163 km ; restul coastei se întinde pe 82 km.
În fiecare an, un număr crescând de turiști vizitează litoralul românesc, pe care construcțiile și amenajările se înmulțesc, mai ales în partea de sud (cei 82 de km situați în afara Rezervației), reducând treptat zonele încă naturale. O problemă legată de prima este poluarea, atât vizibilă (gunoaie) cât și invizibilă (ape de scurgere nefiltrate, efluenți industriali sau agricoli). În anul 2009, litoralul Mării Negre din România a fost vizitat de 1,3 milioane de turiști, din care un număr de aproape 40.000 au fost străini.
Strălucirea soarelui pe litoralul românesc are o medie anuală de 2.500 de ore, identică cu cea de pe plajele coastei dalmate (Croația) și apropiată de cea a coastelor mediteraneene. 
Țărmul este destul de variat, format din forme ușor ondulate, cu capuri accentuate și golfuri prelungite adânc pe văile dobrogene, cu faleze, plaje, lagune și cordoane de nisip.
În dreptul falezelor, marea, în acțiunea ei erodantă, a făcut ca țărmul să se retragă continuu prin abraziunea din dreptul promontoriilor. Falezele, care reprezintă două treimi din lungimea litoralului între grindul Chituc și Bulgaria, au înălțimi ce variază între 20 și 40 m: de la Capul Râpa (în turcește Sin-Göl, lângă punctul „Pescăria”, la intrarea în Mamaia), faleza crește spre sud până la 35 m pentru a scădea apoi la 10-15 m, ca să ajungă la Eforie și Capul Tuzla până la aproape 40 m, ca spre Costinești și Mangalia să scadă din nou spre 10-20 m și apoi să crească spre Vama Veche. În dreptul golfurilor dimpotrivă, marea este cea care s-a retras, prin transformarea lor în limane.
În zona Agigea se afla, până la amenajările legate de mărirea portului Constanța și de Canalul Dunăre-Marea Neagră, unica rezervație de dune marine din România, la 50 m de mare, întemeiată de profesorul Ioan Borcea, în vecinătatea sanatoriului TBC Osteoarticular „Dr. V. Climescu”: ea ocupa o suprafață de 5 ha pe un podiș mai înalt. Între localitățile Doi Mai și Vama Veche, există teoretic o altă Rezervație naturală integrală (terestră și maritimă) dar practic, lipsa de fonduri pentru rezervație și de informare a publicului duce, vara, la exploatarea și poluarea intensivă și a acestei porțiuni sudice a litoralului românesc.
Partea acvatică a litoralului românesc (marea și limanele) se întinde pe aproximativ 39.940 de kilometri pătrați, constând din: 
- ape interioare (limanurile) – 892 de kilometri pătrați,
- apele maritime teritoriale – 4.487 de kilometri pătrați,
- zona contiguă a apelor teritoriale – 4.460 de kilometri pătrați, și
- zona economică excluzivă – 30.100 de kilometri pătrați.

## Geologie și istorie naturală

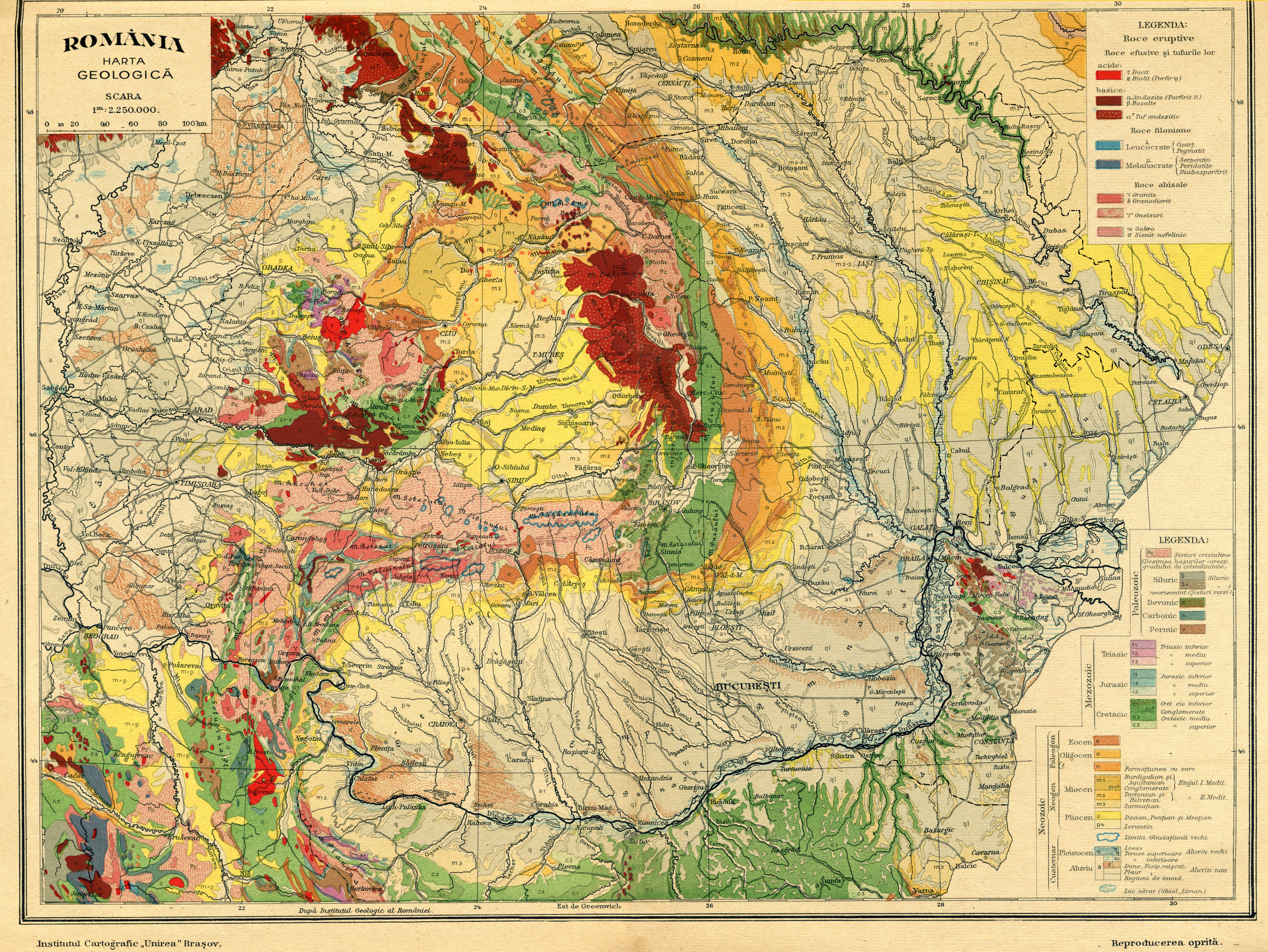
Geologia României, Dobrogei și litoralului românesc, actualizată după Gr. Cobălcescu, N.A. Constantinescu, Const. Teodorescu (1910).

Evoluția geomorfologică a Deltei Dunării din Antichitate până în zilele noastre.

Unitățile geomorfologice ale litoralului românesc corespund cu istoria sa geologică:
- Delta Dunării și complexul Razim-Sinoe, precum și limanurile despărțite de mare prin cordoane litorale (Siutghiol, Techirgiol, Tatlageac...) sunt formațiuni recente, post-glaciare, formate prin acumularea de nisip și de aluviuni dunărene după stabilizarea, aproximativ acum 7000 de ani, a nivelului Mării Negre. Delta cuprinde vaste suprafețe aluvionare inundabile pe care cresc stufărișuri și păduri, din care se formează plaurii, despărțite fie prin prin grinduri cu dune de nisip formate de-a lungul fostelor țărmuri maritime, fie prin grindurile fluviale formate de brațele Dunării; aceste suprafețe aluvionare inundabile includ lacuri de apă dulce (în delta fluvială, la apus) sau sălcâie (în delta maritimă, în răsărit). Complexul Razelm-Sinoe nu cuprinde decât suprafețe acvatice, inițial golfuri de mică adâncime ale mării, despărțite între ele prin grinduri cu dune de nisip (perisipuri); printre ele, grindul Chituc are o lungime de 24 km si o lățime de la 0.5 km până la 4 km, ocupând o suprafață de 5425 ha și o inălțime cuprinsă între 2 și 3 m.
- mai la sud, coasta cu faleze și plaje se compune din strate calcaroase orizontale din Miocenul sarmațian, formând promontorii stâncoase, acoperite cu straturi groase de loess cuaternar adus de vânturi în decursul perioadelor glaciare din ultimele două milioane de ani, și puternic erodate în fazele interglaciare mai calde ; sub aceste strate se găsesc gresii, marne și calcare din Jurasicul-superior (barremian). Evoluția paleogeografică și acțiunea factorilor modelatori au dus la formarea unor unități de relief caracterizate prin structură de podiș cu altitudine redusă.

În partea mijlocie a litoralului românesc, Podișul Litoralului situat în dreptul limanurilor Razelm-Sinoe-Corbu-Tașaul (cu altitudine de 85-175 m) prezintă o terasă de abraziune maritimă de 55-85 m. Relieful caracteristic pentru banda mai joasă situată între această terasă și mare, este format din forme de eroziune fie marină (faleze marine preistorice, insule tectono-abrazive, faleze marine actuale), fie lacustră (falezele actuale, sculptate in depozite loessice, calcare și șisturi verzi), și din forme de acumulare marină și lacustră (cordoane litorale zise grinduri sau perisipuri și trepte joase inundabile). Relieful treptei înalte, la apus de terasă, este constituit în două terase de abraziune marină cu altitudinea de 35-55 m si 55-85 m, cu aspect de poduri ușor ondulate, presărate cu martori de eroziune. Aceste terase, acoperite de o cuvertură de depozite de loess, sunt martorele unor perioade mai vechi, interglaciare, din ultimele două milioane de ani, când nivelul mării era mai ridicat decât astăzi cu înălțimile respective. Formele de acumulare marină și lacustră sunt recente (cel mult 2200 de ani), fiind situate între litoralul antic și cel actual al mării Negre.
În partea sudică a litoralului românesc, Podișul Litoralului dintre Tașaul și granița cu Bulgaria (cu altitudine de 85-100m, de fapt parte din podișul Dobrogei de Sud) este un tabular, ușor înclinat spre nord-vest și cu o pantă mai înclinată în apropierea țărmului (altitudinile oscilând între 0 și 100 m.), în mai multe trepte de asemenea martore ale variațiilor nivelului mării din ultimele două milioane de ani (5-15 m de-a lungul țărmului; 20-30 m, cu mare continuitate, patrunzând mult în interior, formând o treaptă distinctă în jurul limanurilor; 35-45 m, cu mare continuitate, constituind o treaptă mai lată decât celelalte în jurul limanurilor; 50-60 m, cea mai dezvoltată treaptă cu lățimi cuprinse între 500 m și 4-5 km; și în sfârșit 70-85 m, cea mai înaltă treaptă situată la contactul cu podișurile interioare. Aceste 5 trepte sculptate în depozitele sarmațiene sunt acoperite de depozite de loess. De remarcat că pe suprafața județului Constanța relieful de platformă este fragmentat de numeroase văi cu orientări diferite.
Pe podișul litoral, văile sunt orientate nord-vest/sud-est în sectorul nordic și vest/est în sectorul sudic.
Dintre cele mai importante văi, amintim Telița, Casimcea, Sărăturile, Nuntașii și Topolog, Cichirgeaua. Văile sunt înguste, având în partea superioară aspectul de chei, iar pe cursul mijlociu și inferior devin asimetrice, având versantul sudic sculptat, uneori adânc, în șisturile verzi paleozoice ale soclului metamorfic.
Podișul Litoralului conține mari cantități de apă freatică, precum și peșteri, printre care cea de la Movile care, fiind izolată de mediul exterior de sute de mii de ani, adăpostește un ecosistem izolat de restul biosferei, în care lanțul trofic este bazat nu pe energia solară, ci pe cea biochimică bacteriană.

## Istorie

Coasta în epoca romană, după Nicolae Iorga, Vasile Pârvan, Ion Bitoleanu, Adrian Rădulescu, Constantin Chera: delta și limanurile din sudul ei nu își căpătaseră încă morfologia actuală.

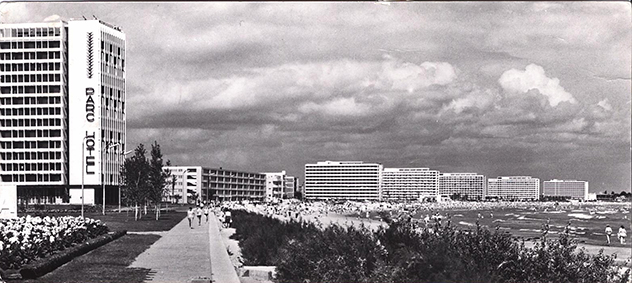
Blocuri de beton de stil utilitar din perioada comunistă (1960) edificate la Mamaia după planurile arhitectului Cezar Lăzărescu.

Litoralul a fost locuit din cele mai vechi timpuri. Cercetările arheologice au evidențiat obiecte din cultura Hamangia (astfel de numită după locul primei descoperiri a urmelor ei, anume Hamangia, comuna Baia din județul Tulcea). Această cultură este cunoscută în special datorită statuii numită „Gânditorul”, descoperită la Cernavodă de o echipă cuprinzând arheologii Berciu, Morintz și Roman. Neoliticul dobrogean „pre-hamangian” a fost perioada grupurilor de vânători, pescari și culegători, care deja începuseră să semene cereale, despre care se presupune că au venit din Anatolia. În câteva puncte, cultura Hamangia a depășit Dunarea în nord, în Bugeac, și în vest, în Bărăgan, unde a intrat în contact cu purtătorii culturii Boian, înainte de a fi fagocitată de cultura Gumelnița, care reprezintă evoluția culturii Boian. Cultura Gumelnița se va întinde spre sud, până la Marea Egee (muntele Athos și împrejurimile sale).
Prin gurile Dunării, coasta azi românească leagă Europa centrală și Țările Române de Marea Neagră, iar prin porturile sale, de  Marea Mediterană, drept care rând pe rând s-au perindat aici nenumărate flote și armate : ale grecilor care în secolele VI - IV î. Chr. întemeiază coloniile Histria, Callatis și Tomis, ale perșilor, ale romanilor deveniți prin creștinare  bizantini, iar mai târziu invaziile popoarelor migratoare au fost urmate de stăpânirea otomană. După alipirea la România în anul 1878, litoralul a cunoscut din nou o perioadă de pace și dezvoltare, din care douā valuri de umbră au avut loc în anii 1916-1918 (primul război mondial) si 1940-1944 (Al Doilea Război Mondial)
În Evul mediu, sub stăpânirea turcească, litoralul a făcut parte, din punct de vedere bisericesc, fie din mitoropolia Tărnovei, fie, uneori, din cea a Proilavei, cu sediul la Brăila, dar pe măsură ce treceau anii, numărul musulmanilor creștea, ajungând să fie pe alocuri majoritari. În multe locuri, cultura dispare în profitul ciobănitului extensiv, fostele orașe de coastă devin simple sate de pescari. Ciobani din Ardeal, Moldova, Țara Românească transhumează în fiecare iarnă până la mare (oile apreciind în mod deosebit vegetația puțin sărată), mulți dintre ei (Mocanii) stabilindu-se definitiv și amestecându-se astfel cu Românii dobrogeni (Dicienii). În perioada Imperiului otoman s-au stabilit pe litoral și alte populații turcice (acângii, selgiucizi) apoi, începând cu secolul XVIII, după schisma din Biserica Ortodoxă rusă, adepți ai Bisericii de rit vechi, care se opuneau reformelor lui Petru cel Mare (Lipoveni, Scopți și alți Răscolnici).
Odată cu extinderea teritorială a Imperiului rus, în secolele XVIII-XIX, litoralul devine un câmp de bătălie între Turcia și Rusia. Situația se agravează după anul 1812 când Imperiul rus anexează Basarabia astfel că Dunărea devine frontiera între Rusia și Turcia. Cu acest prilej Sultanul și Țarul fac un schimb de populații : Tătarii Nogai și Turcii din Bugeac vin pe litoral în locul unui număr echivalent de Bulgari și de Găgăuzi care se stabilesc în sudul Basarabiei. După 1840, pe litoral, îndeosebi la Techirghiol și Costinești, au fost colonizați și germani, veniți din teritoriile țariste - în special din zona Cherson și care au rămas pe acest teritoriu până în 1940, când, în marea majoritate, au fost strămutați în Al Treilea Reich.
Deși multe lucrări prezintă litoralul drept o zonă colonizată cu români numai după 1878, în fapt, au existat stâne românești de ciobani transhumanți încă din Evul mediu, fără să mai amintim de băștinașii dobrogeni denumiți tradițional Dicieni, despre care Vasile Pârvan și George Vâlsan presupuneau că se trăgeau din populația romanizată din jurul masivului Măcinului și a cetății Vicina, menționată în sursele medievale. Cartografia veche arată în zonă și denumiri românești, ca de exemplu limanurile Iancina (azi Razim sau Razelm), Fidilimanu (azi Zmeica), Albastru (azi Sinoie), Nuntași, Petroasa (Tașaul), Dulce (Tatlageac), sau satele (dispărute din cauza jafului și distrugerii datorate războiului Ruso-Turc din 1828–1829) Albești, Atârnați, Balaban, Călăduca, Călugăra, Crucea, Fetești-Dobrogea, Frecăței, Fundea, Gherbănu, Hăsănești, Lătățuia, Mangina, Martina, Musluești, Roșești, Siliștea, Stâncile, Stelniceni, Straja, Techilești, Zăvalul. Existența locuitorilor de limbă română este dovedită și de faptul că, in 1870, autoritățile otomane din Dobrogea îl numesc pe monahul Nifon Bălășescu (născut în județul Sibiu, călugărit la Căldărușani), drept director al școlilor românești din regiune.
Limita sudică a litoralului românesc a fost fixată de la Congresul de la Berlin, unde emisarul francez a insistat ca frontiera cu Bulgaria să ajungă la mare între cătunele de pescari Ofidaki (azi Vama Veche) și Limanaki (azi Durankulak în Bulgaria) ca să cuprindă populația românească din valea Albă (comuna Limanu) și din jurul portului Mangalia.
În anul 1916, după intrarea României în Primul Război Mondial, pe litoral au loc operațiuni militare importante. Astfel in august 1916, trupele conduse de generalul Mackensen cuceresc Constanța.
Între cele două războaie mondiale, România Mare avea un litoral de 412 km între Bugazu (la ieșirea în mare a limanului Nistrului, azi în Ucraina) și Ecrina (azi în Bulgaria, la nord de Varna), cuprinzând atunci coasta Bugeacului și cea a Cadrilaterului (cu Capul Caliacra și "Coasta de Argint", între acesta și Balcic), precum și Insula Șerpilor (cedată către URSS în 1948, azi ucraineană). În această perioadă interbelică continuă procesul de modernizare a litoralului, îndeosebi a porturilor și a stațiunilor turistice. Este construită calea ferată Constanța-Mangalia. Continuă stabilirea pe litoral a numeroși români din alte provincii, iar în anii '20, în special în jurul Mangaliei se așază numeroși aromâni, astfel că pe litoral, vechii Dicieni și Mocani devin minoritari. Tot în această perioadă are loc o emigrare parțială a turcilor din zona costieră în Turcia, ca urmare a politicii lui Mustafa Kemal Ataturk de a încuraja stabilirea musulmanilor din Balcani în noul stat turc.
Perioada comunistă a însemnat, pentru litoral, patru orientări politice: presiuni asupra țăranilor și pescarilor pentru a colectiviza gospodăriile, uneltele și bărcile, urbanizare intensivă cu realizări în stil utilitar precum cele ale arhitectului Cezar Lăzărescu, amenajări costiere și portuare de mare amploare, supraveghere crescută din cauza statutului de „zonă de frontieră” și a prezenței turiștilor străini. În 1949, conducerea comunistă a României a organizat construirea canalului Dunăre - Marea Neagră, folosind munca forțată a deținuților în special a celor politici, supuși unui regim de exterminare, dar și a unor deținuți aparținând minorităților etnice și religioase (de exemplu Lipovenii, care refuzau să se supună ateismului de stat). Construirea canalului a fost abandonată în anul 1955. Lucrările la Canal au fost reluate în anul 1975 și au fost încheiate în anul 1984. În anul 1986 a fost dat în folosință Canalul Poarta Albă - Năvodari.
Pescuitul de-a lungul litoralului s-a prăbușit începând cu anii 1980 și nu s-a mai redresat niciodată, din cauza supraexploatării stocurilor de pește, a poluării și a dispariției zonelor de reproducere ca urmare a închiderii portițelor limanurilor, a aluvionării și a turbidității datorate amenajărilor costiere gândite din punct de vedere excluziv ingineresc, fără a ține cont de considerentele biologice. Majoritatea pescăriilor (cherhanalelor) și-au încetat activitatea în decursul anilor 1990.
După revoluția din 1989, declinul general al navigației, dispariția flotei comerciale române și pierderea locului privilegiat al portului Constanța ca principal punct de tranzit al exporturilor românești, au periclitat economia maritimă și șantierele navale de la Constanța și Mangalia. Simultan declinul turismului străin la Marea Neagră a fost compensat de creșterea turismului intern. În ciuda unui context economic dificil, turismul este azi principala activitate economică a litoralului: în iulie 2008, pe litoralul românesc existau 249 de hoteluri dintre care 21 de hoteluri de o stea, majoritatea în Eforie Nord, 119 hoteluri de două stele, 81 de hoteluri de trei stele, 23 de hoteluri de patru stele, cele mai multe în Mamaia. Hotelurile de cinci stele sunt Saturn, Palm Beach, Mamaia, Grand Hotel Rex și Vega. Monumente ale naturii precum Delta Dunării, Limanurile Razim-Sinoe, Insula Popina sau Peșterile de la Cheile Dobrogei, monumente istorice precum Cetatea Histria, Muzeul de Istorie și alte puncte de interes se numără printre atracțiile turistice ale zonei.

## Localități
Localitățile litoralului românesc sunt:
- Sulina
- Sfântu Gheorghe
- Năvodari
- Constanța
- Lazu
- Agigea
- Eforie
- Techirghiol
- Tuzla
- Costinești
- Tatlageac/Unirea/23 August
- Mangalia
- Doi Mai
- Vama Veche

Unele dintre localități sunt, sau cuprind, și stațiuni balneoclimaterice:

### Stațiuni
Unele stațiuni balneoclimaterice de vară nu au nici populație permanentă, nici statut administrativ, și sunt închise iarna: acestea nu sunt „localități” d.p.d.v. geografic, ci cartiere din orașele sau comunele din care fac parte. Aici sunt semnalate între ghilimele.
Principalele stațiuni sunt :
- Gura Portiței
- Mamaia
- Eforie Nord
- Eforie Sud
- Techirghiol
- Costinești
- „Olimp”
- „Neptun”
- „Aurora”
- „Venus”
- „Jupiter”
- „Saturn”
- Mangalia-oraș
- Doi Mai
- Vama Veche

Detaliat, principalele așezări litorale sunt :

### Sulina
Sulina este un oraș și un port liber din Delta Dunării, la extremitatea de răsărit a României, la vărsarea brațului Sulina în Marea Neagră. La Sulina nu se poate ajunge decât cu vaporul, fie pe Dunăre, fie pe Marea Neagră.

### Sfântu Gheorghe
Situat la gurile bratului omonim, Sfântu Gheorghe este singurul sat și port din România. Vărsarea brațului Sfântu-Gheorghe în mare este absolut fascinantă, plaja fiind alcătuită din nisip cu granulometrie fină pe o întindere impresionantă. La sud de vărsare se formează insula Sacalin, un perisip-barieră transgresiv care progresează spre sud-vest cu 30 m/an, formând astfel treptat un nou liman maritim. Așezarea este recentă (sec. XVII) deoarece, anterior, zona era încă submersă, grindurile nefiind încă formate. În perioada turcească, înainte de 1878, apare pe hărți sub denumirile de „Cedîrlez” sau „Aghios Georgios”.

### Ciotica
Ciotica este o pescărie la mare a comunei Murighiol, accesibilă numai cu vaporul, și situată la jumătate drum între Sfântu Gheorghe și Gura Portiței. Ținutul Cioticei este o succesiune de grinduri cu limane, zone mlăștinoase, ape fluviale și salmastre, bălți nisipoase, traversate de dune paralele. Crește aici stuful, dar și sălcii. Limanurile din zonă, în special, sunt locuri de pasaj, de popas și de clocit pentru lebede, stârcii albi, roșii și galbeni, țigănuși, lopătari.

### Gura Portiței
Inițial sat pescăresc, Gura Portiței este situată pe un perisip, între Marea Neagra și limanul Golovița; este cunoscută astăzi ca una dintre cele mai retrase (și liniștite) destinații turistice de pe litoralul românesc, o alternativă pentru Vama Veche, devenită prea aglomerată în ultimii ani. Accesul se face de regulă cu vaporașul, de la Jurilovca; cu autovehicule speciale se poate ajunge și pe drumul de coastă de la Vadu, pe la Periboina.

### Năvodari
Orașul Năvodari este cel mai tânăr oraș al litoralului românesc, situat pe malul sudic al lacului Tașaul și pe istmul dintre acesta și lacul Siutghiol (albia canalului Poarta Albă-Midia Năvodari, inaugurat la 21 noiembrie 1987). Canalul are o lungime de 26,6 km și se desprinde din Canalul Dunăre-Marea Neagră la 35 km, în dreptul localității Poarta Albă, obiectivele sale hidrotehnice fiind ecluza Ovidiu și ecluza Năvodari, precum și porturile Ovidiu și Luminița, care se adaugă portului maritim Midia. Orașul s-a ridicat pe locul satului de pescari cu același nume, fiind astăzi un important centru industrial al țării. Rafinăria Petromidia a fost înființată la 14 august 1975, fiind motivul exploziei demografice din anii imediat următori. Anterior, funcționa aici o pescărie, unde peștele era fie afumat, fie conservat în ghețării tradiționale, gheața fiind luată iarna de pe Lacul Tașaul și păstrându-se toată vara așternută între straturi izolante de paie. Năvodari a căpătat o importanță turistică în 1959, când se stabilește porțiunea de plajă pentru comună (prin HCM 713/1959) și se deschide tabără pentru elevi (denumită inițial "Tabăra pentru pionieri și școlari Năvodari”, denumită ulterior "Complexul de odihnă pentru copii").

### Mamaia
Considerată o perlă a litoralului românesc, este situată pe cordonul de nisip ce separă apele sărate ale mării de apele dulci ale lacului Siutghiol. Plaja Mamaia este cea mai mare plajă a litoralului românesc, cu o lungime de 10 km – de la Hotelul „Parc” la „Hanul Piraților” – și o lățime ce variază între 100 și 200 m la nord și 50-100 m la sud.
La sfârșitul secolului XIX, principala plajă a orașului Constanța se afla „La Vii”, spre faleza sudică a orașului, plajă la care se mergea cu un tren a cărui gară era în dreptul actualului sediu al Tribunalului Constanța. Începute fiind lucrările de amenajare ale Portului Constanța, de către Anghel Saligny, necesitatea schimbării plajei orașului face ca alegerea să cadă, ca urmare a insistențelor primarului, profesor Ion Bănescu, asupra unui teren pustiu, cu dune ce atingeau chiar și 6-7 m, la est de lacul Siutghiol, la capătul căruia se afla satul de pescari Mamaia. Inaugurată la 22 august 1906, stațiunea beneficia de o cale ferată ce o lega de Constanța și o gară aflată în dreptul actualului restaurant „Tic-Tac”, drumul până la stațiune având o durată de o jumătate de oră. Planurile de parcelare a plajei și de sistematizare a terenului sunt încredințate arhitectului Ed Redon, dar până la Primul Război Mondial nu apar decât câteva vile și Pavilionul de Băi (distrus de un incendiu în 1920), conceput de arhitectul Petre Antonescu, iar în 1913 un mic parc amenajat. În perioada 1925-1938 se construiesc cele mai multe clădiri de dinainte de al Doilea Război Mondial. Se începe prin înălțarea a 35 de vile, cu deosebire în jurul Pavilionului Regal și al Cazinoului (construit în 1935), iar în 1934 este înălțată prima vilă cu regim de hotel, vila Albatros, ca între 1936-1938 să se construiască primul hotel - „Grand Hotel Rex”. După al Doilea Război Mondial, stațiunea Mamaia începe, treptat, să capete înfățișarea de astăzi, rămânând mereu cea mai mare stațiune de pe litoral.

### Constanța
Fiind principalul oraș și port, Constanța este considerată în mod tradițional capitală a Dobrogei și metropolă a litoralului românesc, atât pe planul demografic, cât și economic și cultural. Pe planul administrativ este reședința județului Constanța iar pe planul economic, este cel mai mare oraș al regiunii de dezvoltare Sud-Est. Pe lângă principalul port al României, Constanța dispune de un aeroport internațional și de o gară cu mare trafic, atât de marfă, cât și de pasageri.

### Agigea
Este situată pe șoseaua Constanța - Mangalia, la 10 km de centrul Constanței, până la țărmul mării fiind 3 km. Cunoscută prin Sanatoriul TBC Osteoarticular „Dr. V. Climescu”, funcționând din anii interbelici, și prin unica rezervație de dune marine din România. Intră în circuitul turistic fluvio-marin din 1984, aici fiind poarta spre Mare a Canalului Dunăre-Marea Neagră.
În zona Agigea, a debușeului Canalului, se află și noul Port Constanța-Sud, de 2.460 ha, cu 10.450 m de diguri și o suprafață a acvatoriului de 1.200 ha, fiind unul dintre cele mai mari de pe mapamond din punct de vedere al traficului. Zona de sud de la gura de debușare a Canalului Dunăre-Marea Neagră este rezervată Zonei Libere Agigea, care a înlocuit fosta Rezervație naturală întemeiată odinioară de Ioan Borcea.

### Tuzla
Tuzla ("sărăria" în turcește) se află la câteve sute de metri de mare, numărul construcțiilor înmulțindu-se între centru și faleză. Pe lângă stația de cale ferată, Tuzla are în vecinătatea ei și un aerodrom pe care sunt organizate anual diverse mitinguri.

### Eforie Nord
A doua stațiune ca mărime de pe Litoral în ceea ce privește numărul de locuri, după Mamaia, este situată pe o faleză înaltă de 30 m, pe porțiunea de uscat dintre Techirghiol și Mare. Are o plajă cu o lungime de circa 3 km, atingând în partea de sud o lărgime maximă de 100 m, apărată de șapte diguri de larg.
În 1893 Eforia Spitalelor Civile din Capitală cumpără de la Ministerul Domeniilor terenul pentru construirea unui stabiliment balnear pentru copii. Așa cum motiva dr. N. G. Chernbach, înființarea unui „Spital Maritim sau Sanatoriu pentru copiii scrofuloși de la Techirghiol” era „menit a regenera copiii scrofulotuberculoși din frageda lor vârstă și a salva prin acest tratament o generație întreagă de a cădea victimă celui mai implacabil dușman al speței umane”. Terenul arid al celor două Eforii avea să se schimbe repede, prin plantații de salcâmi și pini. Planul viitoarei așezări este întocmit în 1894, perimetrul cuprinzând și o școală și o geamie. În 1901 se construiește în zona actualului hotel „Europa” un stabiliment sanatorial pentru copii, un altul fiind situat pe malul lacului Techirghiol, primele vile înălțându-se după 1908. În deceniul patru al secolului trecut se construiesc primele hoteluri, vile și clădiri administrative. Apa curentă este introdusă după 1936.

### Techirghiol
Techirghiol este o stațiune așezată pe malul nord-vestic al lacului cu același nume (11,6 km2), într-o vâlcea înconjurată de un climat mai continental, în care se simt mai mult efectele brizei de lac, decît cele ale brizei marine. Zona în care s-a dezvoltat așezarea este deținătoarea unor urme de viață neîntrerupte din neolitic. Prima mențiune documentară datează din 1560, cînd așezarea este amintită într-un firman al Sultanului. Numele localității vine din limba turcă și are ca sursă de inspirație culoarea cenușie a apelor lacului cu aspect vărgat (techir). Spre sfârșitul secolului XIX se fac primele analize ale apei lacului și ale nămolului de Techirghiol și se amenajează primele stabilimente balneare. În 1899 stațiunea este declarată stațiune balneară.
Techirghiol este singura stațiune de pe litoral profilată exclusiv pe tratament balnear, pentru afecțiuni reumatismale și ginecologice. Ca obiectiv de interes istoric se remarcă Monumentul Eroilor, înălțat la 1931 (sculptor D. Mățăoanu) și Biserica de lemn construită în județul Mureș, strămutată la 1921 de către Carol al II-lea la Sinaia și adusă în 1951 la Techirghiol. În incinta Mânăstirii de maici se află o fântână cu sculptură („Sf. Pantelimon”) semnată de „Ion Jalea”. Clădirea fostului Cămin Cultural a fost casa lui Constantin Tănase, dăruită marelui actor de către Primăria localității.

### Eforie Sud
Eforie Sud este situată la 4 km nord de paralela 44, pe un promontoriu înalt de 5-30 m, un pinten calcaros ce constituie legătura malului drept al văii Techirghiol cu faleza Mării Negre și a luat ființă în urma aceluiași proces de valorificare balneară a lacului Techirghiol, la începutul secolului XX. Până la sfârșitul secolului XIX nu se aflau aici decât pășuni și culturi agricole. Pe terenul actualei Poște se afla o stână și un grajd, iar în 1898 iau ființă „Băile Movilă”, așa cum se va numi localitatea până în 1920, ca mai apoi să se numească până în 1948 „Carmen Sylva”, iar până în 1962 „Vasile Roaită”. La inițiativa proprietarului Movilă sunt construite două mari hoteluri, „Parc” și „Băi”, iar între 1903-1913 circa 50 de vile și stabilimente hoteliere și balneare. În perioada interbelică este cosiderată cea mai luxoasă stațiune a litoralului, fiind cea mai căutată de turiști. În 1927 Eforie Sud devine independentă de comuna Tuzla, de care fusese până atunci pendinte, fiind recunoscută stațiune balneară în 1928 și devenind oraș în 1929. Actualmente, împreună cu Eforie Nord, din punct de vedere administrativ, formează orașul Eforie cu reședința la Eforie Sud.

### Costinești
Capitala vacanțelor estivale ale tineretului, Costinești se află în perimetrul satului cu același nume, la 31 km de Constanța, pe malul mării. Situată în zona limanului fluvio-maritim Costinești, la capătul unei văi lungi și puțin adâncă, fiind azi cel mai mic dintre lacurile situate la sud de Capul Midia, stațiunea dispune azi de dotări ce pot rivaliza cu ale celor mai moderne stațiuni de odihnă și agrement din întreaga Europă.
Satul Costinești și satul Schitu au fost întemeiate în ultimul deceniu al secolului XIX de către coloniști germani care, în mijlocul unei regiuni lipsite de surse de apă, construiesc și încep cultivarea ogoarelor, proprietatea fiind a lui Emil Costinescu care o cumpărase de la Vasile Kogălniceanu, fiul lui Mihail Kogălniceanu. În iunie 1949 începe amenajarea primei tabere de pionieri la Costinești, apoi în 1956 se inaugurează tabăra internațională a studenților, „Tabăra Albastră”. Din anii 60 ai secolului trecut datează începerea primelor clădiri propriu-zise. La această dată stațiunea Costinești este un fenomen estival unic în Europa, loc de desfășurare a numeroase manifestări cultural-artistice și sportive.

### Stațiunile balneoclimaterice estivale de la Comorova (Mangalia-Nord)
Aceste stațiuni, administrativ cartiere ale Mangaliei, nu sunt localități, fiind închise și nelocuite iarna ; ele au fost construite în anii 1967-1973, și sunt în număr de șase :

#### „Olimp”
„Olimp” este prima dintre cele șase stațiuni ale litoralului, cuprinse între lacul Tatlageac și Mangalia, pe o distanță de 18 km, șirag de stațiuni cunoscute de geografi ca „zona Comorova” iar de administrație sub numele de „Mangalia-Nord”. În zona unde se afla pădurea Comorova și mlaștina Comorova, între 1967-1973 s-a amenajat această înlănțuire de stațiuni, de-a lungul unui țărm dantelat, cu numeroase diguri longitudinale, transversale sau în formă de Y ce protejează plaja de forța de eroziune a valurilor și contribuind la lărgirea plajelor prin depunerile de nisip. Climatul este mai blând decât al stațiunilor aflate spre nordul litoralului.
Plaja stațiunii „Olimp” se întinde pe circa 500 m și este protejată de trei diguri spre care coboară scările hotelurilor „Panoramic”, „Amfiteatru” și „Belvedere”.

#### „Neptun”
„Neptun”, situată în fosta pădure Comorova, între „Olimp” și „Jupiter”, beneficiază de răcoarea pădurii și a celor două lacuri cu apă dulce, amenajate pe fostul liman mlăștinos. Plaja stațiunii „Neptun” este în parte comună cu plaja stațiunii Jupiter și este cordonul dintre fosta mlaștină Comorova și mare, având o lungime de 2 km și o lățime ce variază între 50 și 100 m.
Primele lucrări încep în 1965, iar în iunie 1967 sunt inaugurate primele blocuri – Midia, Tomis, Histria, Callatis, Traian, Neptun, ridicate pe malul fostei mlaștini. Astăzi stațiunea este un adevărat oraș, având și blocuri de locuit.

#### „Jupiter”
„Jupiter” intră în circuitul turistic în iulie 1968, primele hoteluri fiind „Atlas” și „Olimp”, împreună cu primele căsuțe ale „Satului de Vacanță Zodiac”, unitatea etalon fiind complexul „Paradis”.

#### „Cap Aurora”
„ Cap Aurora” este cea mai mică stațiune din salba de stațiuni de la Comorova. Plaja are o lungime de 500 m și este obținută prin construirea de diguri ce au schimbat direcția curenților maritimi, diminuând forța și dimensiunea valurilor. Are zece hoteluri și opt restaurante, realizate în nouă luni și jumătate și a fost inaugurată la 1 iulie 1973. Hotelurile, cu nume de pietre prețioase, se încadrează în mediul naural și creează un ansamblu arhitectural coerent și unitar. Liniștea ce caracterizează stațiunea se datorează alternării spațiilor de verdeață cu spațiile construite, hotelul emblemă fiind „Hotelul Raluca”.

#### „Venus”
„Venus” este situată la sud de capul Aurora care o desparte de stațiunea „Aurora” ; ca și celelalte stațiuni estivale din Comorova, nu are populație stabilă, fiind pustie iarna, cu excepția câtorva paznici și agenți de întreținere. A fost construită între 1969-1971 și a intrat în circuitul turistic în sezonul estival din 1972.

#### „Saturn”
„Saturn” este cea mai sudică stațiune sezonieră a litoralului, în prelungirea nordică a orașului Mangalia. Are 21 de izvoare mezotermale sulfuroase care dăruiesc stațiunea cu o eficiență curativă deosebită. Valoarea terapeutică a nămolului extras din mlaștina alimentată de aceste izvoare – mlaștina „Hergheliei Mangalia” – este de trei ori mai mare decât cea a nămolului din lacul Techirghiol. Stațiunea a intrat în circuitul turistic în vara anului 1971, an în care intră în funcțiune hotelurile „Cerna”, „Cleopatra”, „Semiramis”, „Narcis”, „Cupidon”, „Atena”, „Tosca”, pentru ca în 1971 să fie date în folosință cele trei hoteluri înalte din nordul stațiunii – „Sirena”, „Balada”, „Hora”.

### Mangalia-oraș
Mangalia, antica cetate Callatis, este amplasată pe o faleză înaltă de 20 m și este orașul turistic românesc cel mai sudic. Plaja Mangaliei, de 600 m lungiime și 50-150 m lățime, are un nisip mătăsos, foarte fin, iar apele litorale sunt de mică adâncime pe o distanță mare de la țărm – sub un metru pe 200 metri lungime.
Întemeiat la sfârșitul secolului al VI-lea î.Hr., pe locul unei așezări getice, Acervaticos, de către coloniștii greci veniți din Heraclea Pontică, cetatea Callatis devine un vestit centru de cultură elenistică. În timpul Evului Mediu timpuriu, orașul este un centru al creștinismului dobrogean bizantin. În secolul XIII, odată cu stăpânirea tătară, apare denumirea Pangala, Pangalia, apoi Mangalia, devenind un târg grecesc și găgăuz cu un port modest la mare. Tenta orientală a orașului, căpătată sub dominația otomană, începe să se estompeze spre anii 30 ai secolului trecut, pentru ca după al Doilea Război mondial schimbările să fie fundamentale, marcate de apariția Șantierului Naval (primul mineralier este lansat în 1977), a Portului maritim dat în funcțiune în 1985, apariția noilor hoteluri, a așezămintelor cultural-edilitare și comerciale etc.
Muzeul de Arheologie „Callatis” a fost amenajat în 1963 și din 1978 se mută în actuala clădire. Muzeul adăpostește numeroase bunuri testimoniale antice, de un interes științific și expozițional deosebit. La sud de Parcul Stadionului se poate vedea zidul de incintă ridicat în secolele I-II. La marginea vestică a localității, la nord de șoseaua Mangalia - Albești se află necropola romano-bizantină unde, în cadrul unui perimetru dreptunghiular de 45 m lungime și 30 m lățime, au fost depistate 16 morminte între care mormântul cu dromos, aflat la 1,20 m sub nivel. Lungimea încăperii acestui mormânt este de 3,60 m, lățimea de 2,30 m, iar înălțimea de 2,18 m, camera servind mai multor înhumări. Accesul se făcea printr-un canal de acces – dromos – lung de 3 m și prevăzut cu cinci trepte care coborau până la 2,20 m. Deasupra intrării se află o cruce și o inscripție în limba greacă, scrisă cu roșu, „Doamne, ajută-mă și spală-mă”. Pe peretele de vest se află o altă inscripție, „Nu mă voi teme Doamne și pentru că Tu ești cu mine”. În subsolul hotelului „President” se află rezervația arheologică cu același nume, amenajată în 1995, unică în România. Geamia Esmahan-Sultan, construită în stil maur, datează din jurul anului 1590, în jurul ei aflându-se un cimitir mahomedan. La 3 km nord de municipiul Mangalia se află „Herghelia Mangalia”, la numai 500 m de mare. Herghelia datează din 1928 și dispune de un hipodrom, constituind un centru de atracție turistică și agrement deosebit, permițând practicarea echitației. Complexul turistic „Comorova”, aparținând S.C. Olimpus S.A. este amplasat în mijlocul pădurii, fiind alcătuit din hotelul „Olimpus S.A.”, minihoteluri, vile și căsuțe de vacanță, din restaurante și spații de agrement.

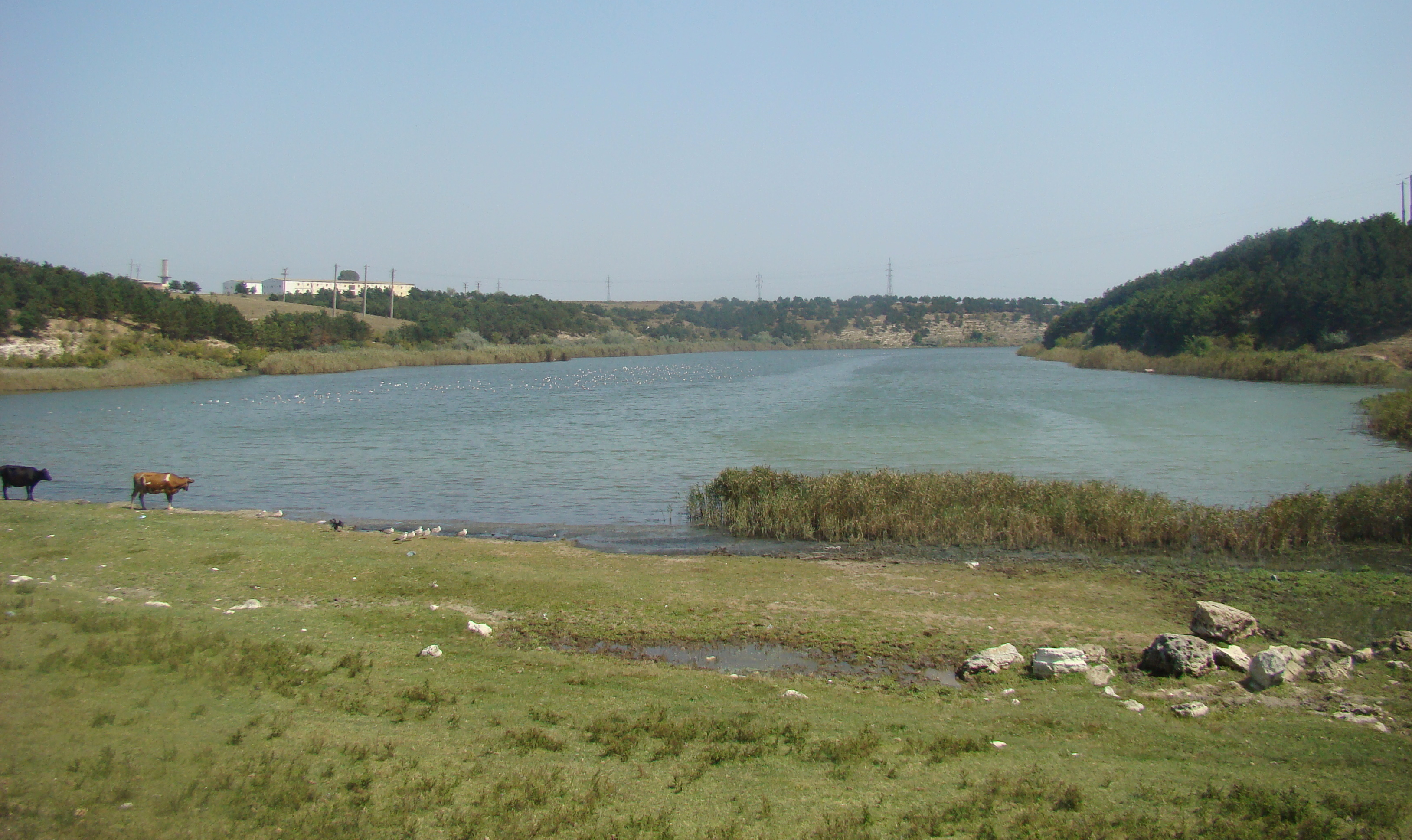
Limanul Mangalia

### Doi Mai
Este un sat situat pe malul mării, la sud de municipiul Mangalia și de lacul cu același nume. Limanul Mangalia a fost inițial un liman fluvio-marin și s-a transformat într-un golf prin tăierea, în 1979, a grindului de nisip (cordon litoral) ce îl separa de mare. Are o suprafață de 260 ha și a fost separat în partea interioară în două lacuri: Limanu și Hagieni. Satul a fost înființat în 1887 de către Mihail Kogălniceanu, prin aducerea câtorva familii de ruși scopiți de la București, Iași și Galați.

### Vama Veche
La 3 km la sud de Doi Mai se află Vama Veche, localitate de frontieră, amplasată pe marginea unui larg golf maritim, cu plajă lată de 30-40 m și lungă de 300 m. Frontiera este la câteva sute de metri la sud de sat.